# Västerås
Västerås er en svensk by i Västmanland samt hovedby i Västerås kommune, residensby i Västmanlands län og biskopsæde i Västerås Stift. Tidligere hed byen Westra Aros, hvor "Westra" betyder "Vestlige" og "Aros" betyder udmunding og henviser til Svartåns udløb i søen Mälaren. Östra Aros er det gamle navn på Uppsala, nær Fyrisåns udløb i Mälaren.
Västerås har i øvrigt været venskabsby med Randers igennem mange år.

## Historie
Med sit stadsprivilegium fra slutningen af 1200-tallet er Västerås en af Sveriges ældste byer. Officielt fejrede Västerås by sit tusindårsjubilæum i 1990. Westra Aros var allerede i vikingetiden en vigtig handelsplads, fordi den lå ved Svartåns udmunding. Handelspladsen Birka blev af ukendte årsager opgivet i slutningen af 900-tallet, og de handlende så sig om efter nye handelspladser. Et af de naturlige steder at slå sig ned var ved Svartåns udmunding.
I begyndelsen af 1000-tallet var Västerås Sveriges næststørste by. I 1120 blev Västerås udnævnt til biskopsæde, og man påbegyndte opførelsen af Västerås Domkirke. I 1200-tallet blev der også anlagt et kloster på Munkholmen, (hvor det nuværende Stadshus ligger).
Västerås Slot blev allerede i 1200-tallet opført som forsvarsanlæg, men i 1300-tallet udbyggedes fæstningen til en borg, hvorfra man skulle forsvare byen mod angreb fra Mälaren. I 1200-tallet blev Västerås den vigtigste udskibningshavn for jern og kobber fra Bergslagen. I 1500-tallet fragtedes sølv fra Sala gennem Västerås.
Byens første byvåben stammer fra slutningen af det 13. århundrede.
Flere rigsdage har været holdt i Västerås. På rigsdagen i 1527 indførte Gustav Vasa reformationen, og i 1544 indførte han arvekongedømmet.
Biskop Johannes Rudbeckius kom til Västerås i 1619 og grundlagde Sveriges første gymnasium, Rudbeckianska Gymnasiet i 1623. Det lå ved domkirken samt den den gang fattigste del af byen, Kyrkbacken. Samme år opdagede man der det første tilfælde af pest; 357 personer døde, hvilket var cirka 20 procent af byens befolkning.
I det 18. og 19. århundrede blev det almindeligt at dyrke agurker, hvilket gav byen kælenavnet Gurkstaden (Agurkebyen).

## Sport
Västerås SK er den mest succesfulde svenske bandyklub i historien. Byen har været det vigtigste sted for VM i bandy flere gange, senest i 2009. Da Federation of International Bandy arrangerede en pædagogisk uge i efteråret 2011 for Bandy-nationer, der spiller i B- og C-grupperne i VM, blev det holdt i ABB Arena Syd.

## Befolkningsudvikling
- 1990: 98.233
- 1995: 100.861
- 2000: 102.548
- 2005: 107.005 [3]

## Kendte personer
- Maria Bonnevie – svensk-norsk skuespiller
- Pontus Kåmark – fodboldspiller
- Nicklas Lidström – ishockeyspiller
- Promoe – rapper
- Pugh Rogefeldt - musiker, komponist
- Tomas Tranströmer – digter
- Mai Zetterling – skuespiller og instruktør